# Bechyňská Smoleč
Bechyňská Smoleč (do roku 1950 jen Smoleč, německy Smoletsch) je vesnice, část obce Sudoměřice u Bechyně v okrese Tábor v Jihočeském kraji. Nachází se asi dva kilometry severně od Sudoměřic u Bechyně. Bechyňská Smoleč je také název katastrálního území o rozloze 5,9 km².
Ve vsi je vesnická památková zóna.

## Historie
První písemná zmínka o vesnici pochází z roku 1511.

## Obyvatelstvo
| Rok            | 1869 | 1880 | 1890 | 1900 | 1910 | 1921 | 1930 | 1950 | 1961 | 1970 | 1980 | 1991 | 2001 | 2011 | 2021 |
| -------------- | ---- | ---- | ---- | ---- | ---- | ---- | ---- | ---- | ---- | ---- | ---- | ---- | ---- | ---- | ---- |
| Počet obyvatel | 233  | 199  | 171  | 177  | 195  | 203  | 209  | 176  | 171  | 156  | 164  | 176  | 176  | 151  | 145  |
| Počet domů     | 27   | 28   | 28   | 28   | 29   | 31   | 34   | 38   | 41   | 36   | 42   | 58   | 61   | 64   | 65   |

## Obecní správa
Při sčítání lidu v letech 1850–1962 Bechyňská Smoleč byla samostatnou obcí, se kterým patřila nejprve do okresu Milevsko, ale v roce 1950 v okrese Týn nad Vltavou. Od roku 1963 je částí obce Sudoměřice u Bechyně v okrese Tábor.

## Doprava
Obcí prochází Železniční trať Tábor–Bechyně a silnice II/137.

## Pamětihodnosti
- Mohylové pohřebiště asi s 60 žárovými mohylami na Žluté hoře
- Návesní kaple svatého Jana Nepomuckého – má nad vchodem uvedenou dataci 1863.

### Kulturní památky
- Venkovská usedlost čp. 4[5]
- Venkovská usedlost čp. 10[5]
- Venkovská usedlost čp. 16[5]

## Významní rodáci
- František Cuřín (1913–1988), český vysokoškolský učitel, bohemista a dialektolog

## Galerie

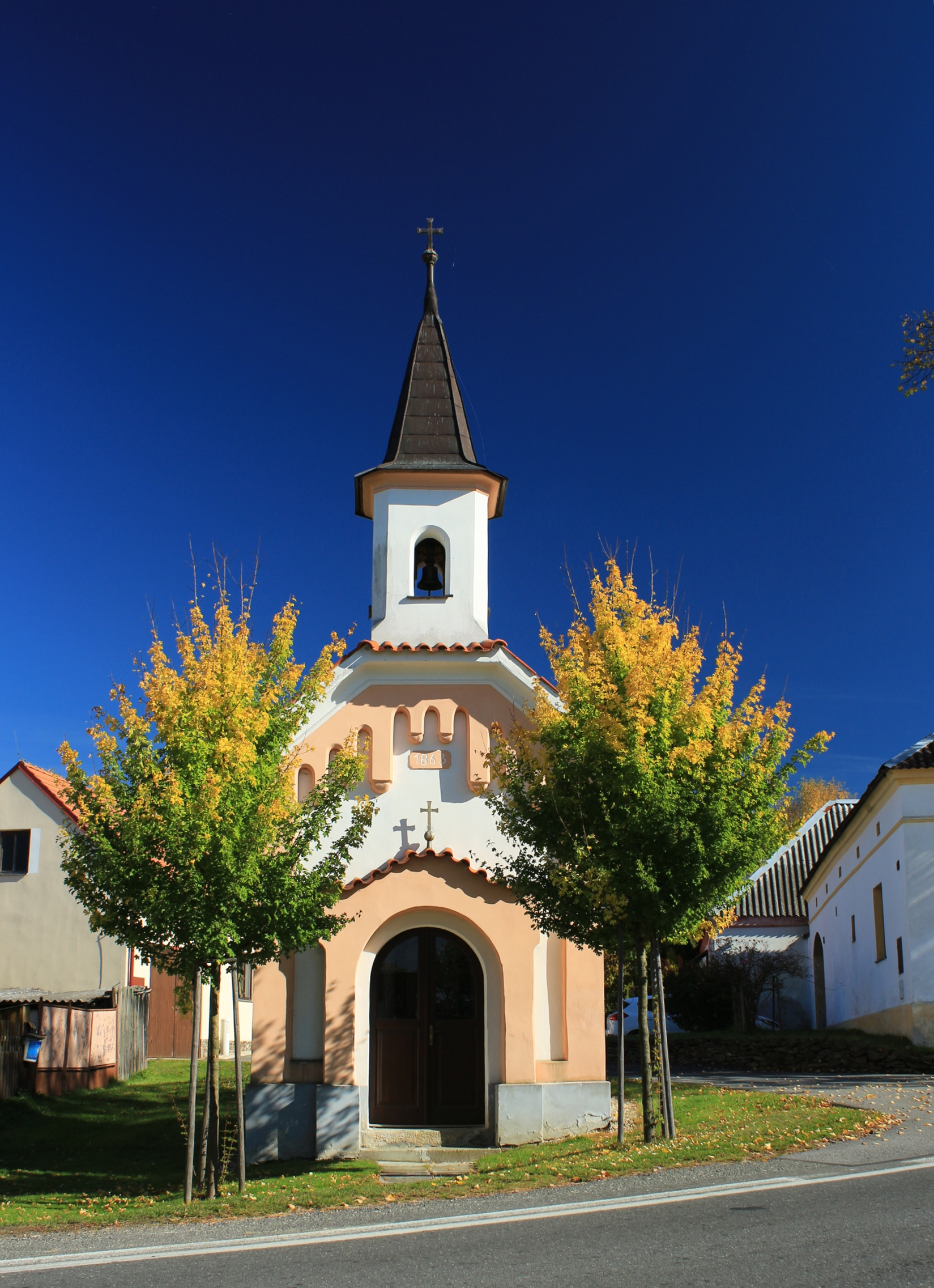
Kaple svatého Jana Nepomuckého
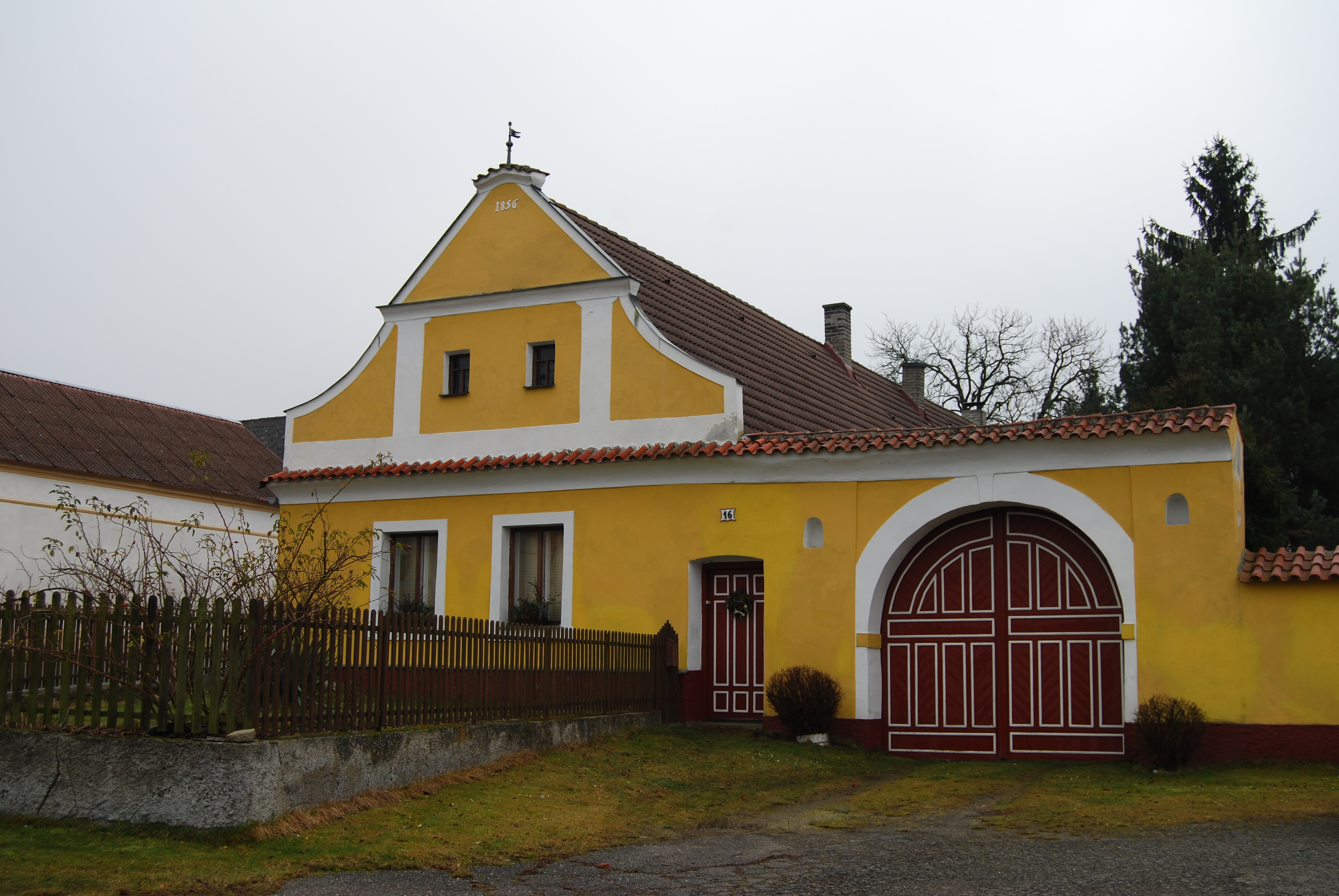
Venkovská usedlost
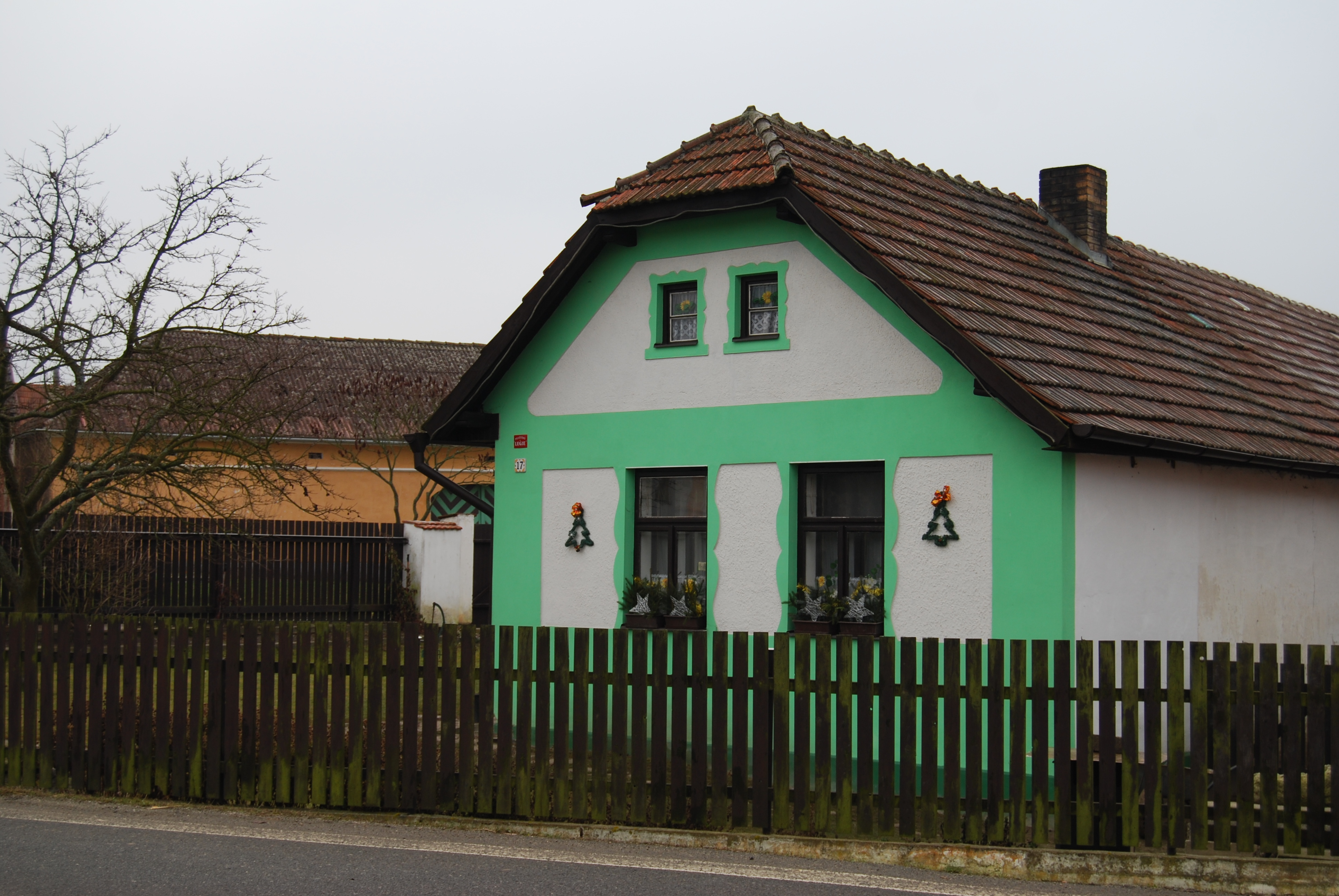
Stavení ve vesnici
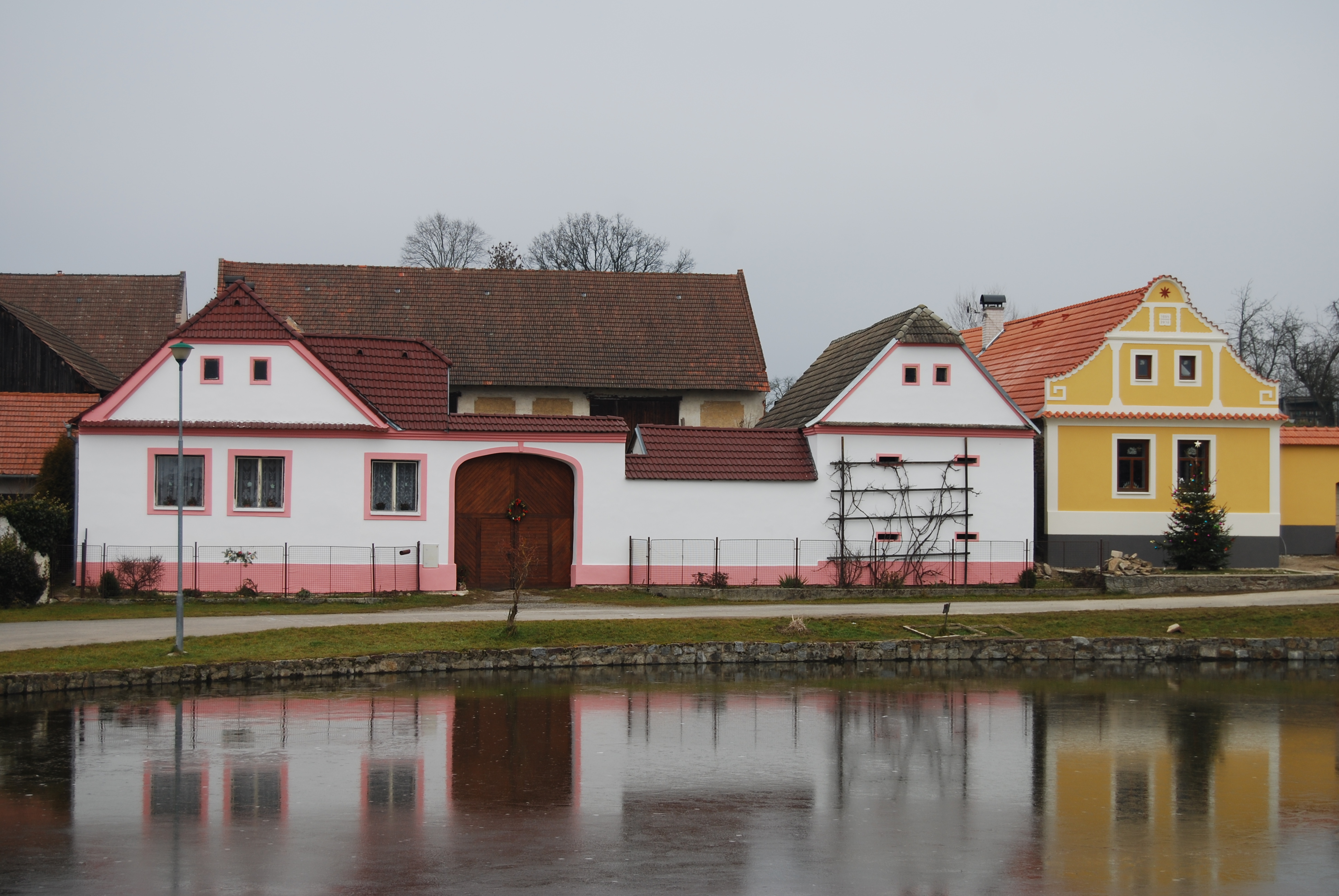
Pohled na část návsi s rybníkem
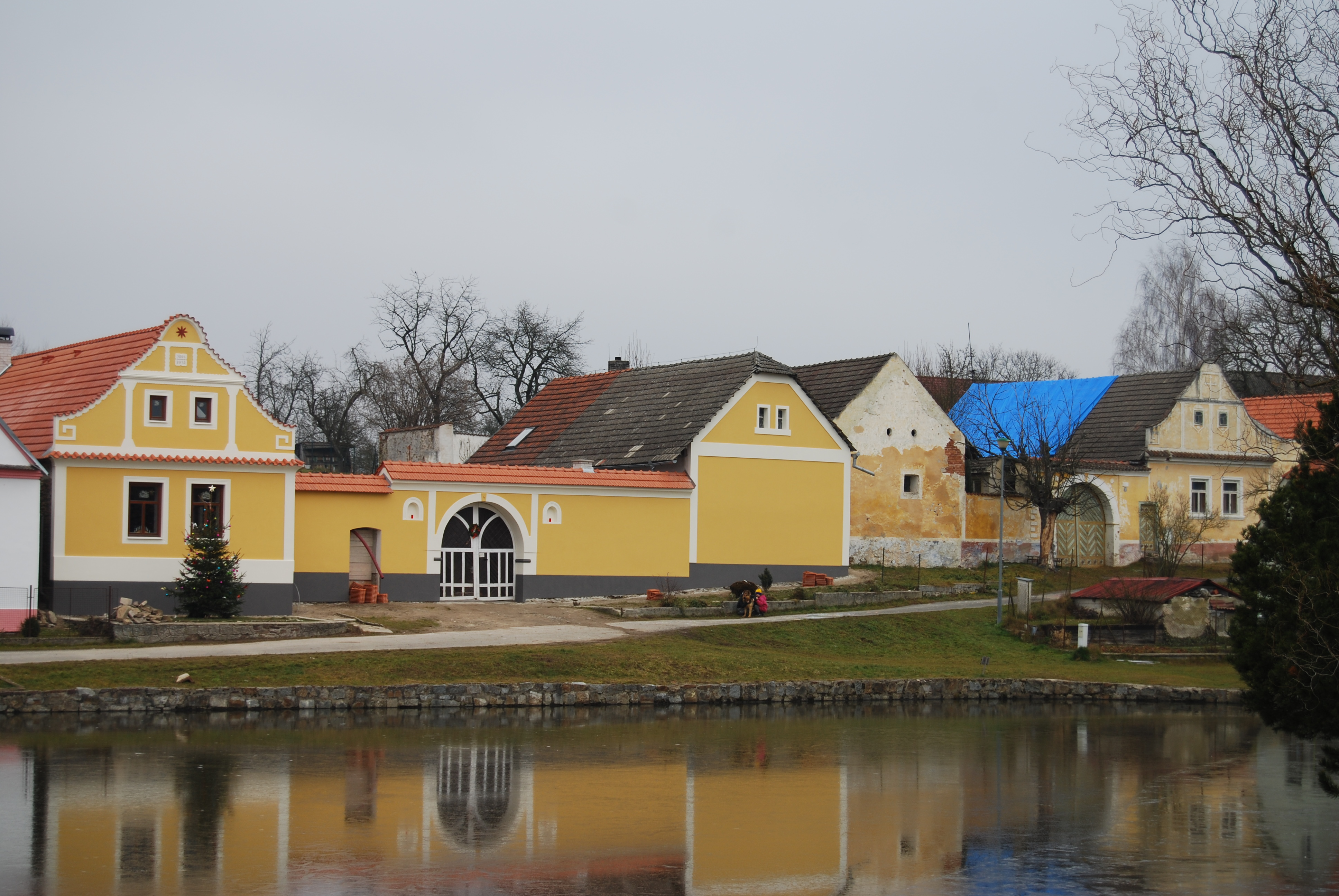
Pohled na část návsi s rybníkem
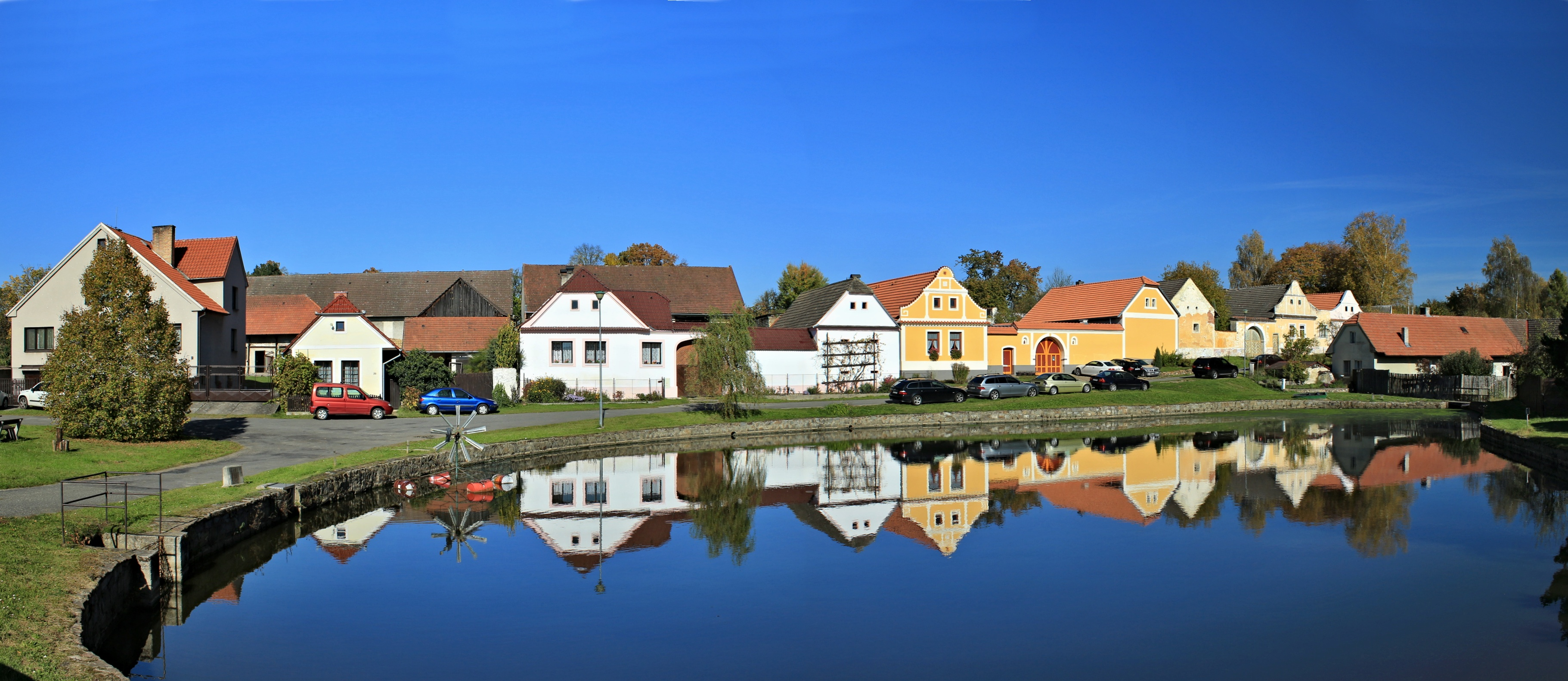
Pohled na část návsi s rybníkem